# Saison 4 d'Urgences
Chronologie
Saison 3 Saison 5
Cet article présente le guide des épisodes de la quatrième saison de la série télévisée Urgences (E.R.).
À noter, dans un but de clarification des personnages : il existe différents « grades » concernant les employés d'un hôpital, pour plus de précision consultez la section grades de l'article principal Urgences.

## Distribution

### Acteurs principaux
- Anthony Edwards (VF : William Coryn) : Dr Mark Greene, urgentiste titulaire
- George Clooney (VF : Patrick Noérie) : Dr Douglas « Doug » Ross, pédiatre en clinicat de pédiatrie d'urgence
- Eriq La Salle (VF : Thierry Desroses) : Dr Peter Benton, résident en chirurgie de 5e année
- Noah Wyle (VF : Eric Missoffe) : Dr John Carter, interne de 1re année aux urgences
- Julianna Margulies (VF : Hélène Chanson) : Carol Hathaway, infirmière en chef
- Gloria Reuben (VF : Brigitte Berges) : Jeanie Boulet, assistante médicale
- Laura Innes (VF : Stéphanie Murat) : Dr Kerry Weaver, urgentiste titulaire, chef des urgences par intérim
- Maria Bello (VF : Virginie Ledieu) : Dr Anna Del'Amico, pédiatre titulaire, interne aux urgences
- Alex Kingston (VF : Catherine Privat) : Dr Elizabeth Corday, chirurgien titulaire en clinicat de chirurgie traumatologique

### Acteurs récurrents

#### Membres du personnel de l'hôpital
- Michael Ironside (VF : Jean-François Aupied) : Dr William « Wild Willy » Swift, urgentiste titulaire temporaire
- Clancy Brown (VF : Mathieu Buscatto) : Dr Ellis West, urgentiste titulaire temporaire
- Paul McCrane (VF : Marc Perez) : Dr Robert « La Flèche » Romano, titulaire en chirurgie générale, chef de la chirurgie par intérim
- William H. Macy (VF : Jacques Bouanich) : Dr David Morgenstern, titulaire en chirurgie générale, chef des urgences et de la chirurgie en mauvaise santé
- John Aylward (VF : Michel Bedetti) : Dr Donald « Don » Anspaugh, titulaire en chirurgie générale, chef du personnel de l'hôpital
- Matthew Glave : Dr Dale Edson, résident en chirurgie de 2e année
- CCH Pounder (VF : Sophie Lepanse) : Dr Angela Hicks, titulaire en chirurgie générale
- Sam Anderson (VF : Jean-Claude Robbe) : Dr Jack Kayson, cardiologue titulaire, chef de la cardiologie, membre du conseil de l'hôpital
- Jorja Fox (VF : Nathalie Spitzer) : Dr Maggie Doyle, urgentiste résidente de 2e année
- David Brisbin (nl) : Dr Alexander Babcock, anesthésiste
- Perry Anzilotti (en) : Perry, anesthésiste
- Megan Cole : Dr Alice Upton, pathologiste
- Michael B. Silver : Dr Paul Myers, psychiatre titulaire
- Chad Lowe : George Henri, externe (1re année)
- Conni Marie Brazelton (VF : Barbara Delsol) : Connie Oligario, infirmière
- Ellen Crawford (VF : Anne Ludovik) : Lydia Wright, infirmière
- Deezer D (en) (VF : Martin Brieuc) : Malik McGrath, infirmier
- Yvette Freeman (VF : Maïté Monceau) : Haleh Adams, infirmière (dénommée Shirley Adams dans la version française)
- Lily Mariye (en) (VF : Catherine Artigala) : Lily Jarvik, infirmière
- Laura Cerón (VF : Colette Nucci) : Ethel « Chuny » Marquez, infirmière
- Gedde Watanabe : Yosh Takata, infirmier
- Kyle Richards : Dori, infirmière
- Dinah Lenney (en) : Shirley, infirmière en chirurgie
- Bellina Logan (en) : Kit, infirmière en chirurgie
- Abraham Benrubi (VF : Bruno Carna) : Jerry Markovic, réceptionniste
- Kristin Minter (VF : Déborah Perret) : Miranda « Randi » Fronczak, réceptionniste
- Mariska Hargitay (VF : Kaline Carr) : Cynthia Hooper, réceptionniste
- Emily Wagner (VF : Annabelle Roux) : Doris Pickman, secouriste
- Montae Russell (en) : Zadro White, secouriste
- Lynn A. Henderson (VF : Véronique Alycia) : Pamela Olbes, secouriste
- Brian Lester : Brian Dumar, secouriste
- J.P. Hubbell : Audia, secouriste
- George Eads : Greg Powell, secouriste
- Erica Gimpel : Adele Neuman, services sociaux

#### Autres
- John Cullum (VF : Jean Lescot) : David Greene, père de Mark Greene
- Christine Harnos (en) (VF : Nathalie Régnier) : Jennifer « Jenn » Simmon, ex-femme de Mark Greene
- Yvonne Zima : Rachel Greene, fille de Mark Greene
- Khandi Alexander (VF : Maïk Darah) : Jackie Robbins, sœur de Peter Benton
- Lisa Nicole Carson (VF : Annie Milon) : Carla Reese, amie de Peter Benton
- Rose Gregorio : Helen Hathaway, mère de Carol Hathaway
- Michael Beach (VF : Serge Faliu) : Al Boulet, ex-mari de Jeanie Boulet
- Frances Sternhagen : Milicent Carter, grand-mère de John Carter
- Jonathan Scarfe : Chase Carter, cousin de John Carter
- Trevor Morgan : Scott Anspaugh, fils de Don Anspaugh
- Mike Genovese : officier Al Grabarsky, policier

## Épisodes

### Épisode 1:Direct aux urgences
- États-Unis /  France : 25 septembre 1997 sur NBC / France 2
- France : 6 septembre 1998 sur France 2

- William H. Macy (Dr David Morgenstern)
- Ellen Crawford (Lydia Wright)
- Laura Ceron (Chuny Marquez)
- Lily Mariye (Lily Jarvik)
- Connie Marie Brazelton (Connie Oligario)
- Deezer D. (Malik McGrath)
- Kristin Minter (Randy Fonczak)
- Emily Wagner (Pickman)
- Lynn A. Henderson (Olbes)
- Montae Russell (Zadro White)
- JP Hubbell (Audia)
- Lisa Edelstein

Cet épisode est particulier car il a été tourné et diffusé en direct. Les acteurs ont donc dû jouer l'épisode deux fois de suite devant les caméras, une fois pour la diffusion sur la côte est et une autre fois pour la diffusion sur la côte ouest. Pour marquer cette expérience télévisuelle peu commune, France 2 a diffusé en direct et en version originale non sous-titrée la version de la côte est, dans la nuit du 25 au 26 septembre 1997,, à 4 h du matin, en raison du décalage horaire. Selon le quotidien Libération, quelque 105 000 téléspectateurs français ont veillé pour suivre l'évènement, et 227 000 autres avaient programmé leur magnétoscope pour enregistrer l'épisode. Celui-ci fut par la suite doublé et rediffusé dans le cadre de la saison française en cours de diffusion, le 6 septembre 1998.

### Épisode 2:Un sentiment nouveau
- États-Unis : 2 octobre 1997 sur NBC

- William H. Macy (Dr David Morgenstern)
- Jorja Fox (Maggie Doyle)
- Abraham Benrubi (Jerry Markovic)
- Mariska Hargitay (Cynthia Hooper)
- Michael Beach (Al Boulet)
- Ellen Crawford (Lydia Wright)
- Yvette Freeman (Haley Adams)
- CCH Pounder (Dr Angela Hicks)
- Laura Ceron (Chuny Marquez)
- Lily Mariye (Lily Jarvik)
- Connie Marie Brazelton (Connie Oligario)
- Deezer D. (Malik McGrath)
- Kristin Minter (Randy Fonczak)
- Ted Rooney (Dr Tabasch)
- Lisa Nicole Carson (Carla Reese)
- Lynn A. Henderson (Olbes)
- Brian Lester (Dumar)

### Épisode 3:Feu follet
- États-Unis : 9 octobre 1997 sur NBC

- John Aylward (Dr Donald Anspaugh)
- Jorja Fox (Maggie Doyle)
- Abraham Benrubi (Jerry Markovic)
- Mariska Hargitay (Cynthia Hooper)
- Michael Beach (Al Boulet)
- Yvette Freeman (Haley Adams)
- Laura Ceron (Chuny Marquez)
- Connie Marie Brazelton (Connie Oligario)
- Deezer D. (Malik McGrath)
- Dinah Lenney (Shirley)
- Lisa Nicole Carson (Carla Reese)
- Emily Wagner (Pickman)
- Montae Russell (Zadro White)
- Brian Lester (Dumar)

### Épisode 4:Quand la branche casse
- États-Unis : 23 octobre 1997 sur NBC

- Mariska Hargitay (Cynthia Hooper)
- Michael Beach (Al Boulet)
- Ellen Crawford (Lydia Wright)
- Christine Harnos (Jennifer Simon)
- Laura Ceron (Chuny Marquez)
- Lily Mariye (Lily Jarvik)
- Connie Marie Brazelton (Connie Oligario)
- Lisa Nicole Carson (Carla Reese)
- Emily Wagner (Pickman)
- Lynn A. Henderson (Olbes)
- Montae Russell (Zadro White)
- Brian Lester (Dumar)
- JP Hubbell (Audia)

### Épisode 5:Question de doigté
- États-Unis : 30 octobre 1997 sur NBC

- Paul Mccrane (Dr Robert Romano)
- John Aylward (Dr Donald Anspaugh)
- Mariska Hargitay (Cynthia Hooper)
- Michael Beach (Al Boulet)
- Laura Ceron (Chuny Marquez)
- Lily Mariye (Lily Jarvik)
- Connie Marie Brazelton (Connie Oligario)
- Deezer D. (Malik McGrath)
- Matthew Glave (Dr Dale Edson)
- Lynn A. Henderson (Olbes)

### Épisode 6:Nouveaux Départs
- États-Unis : 6 novembre 1997 sur NBC

- Paul Mccrane (Dr Robert Romano)
- John Aylward (Dr Donald Anspaugh)
- Mariska Hargitay (Cynthia Hooper)
- Michael Beach (Al Boulet)
- Ellen Crawford (Lydia Wright)
- Frances Sternaghen (Milicent Carter)
- Lily Mariye (Lily Jarvik)
- Dinah Lenney (Shirley)
- Clancy Brown (Elis West)
- Emily Wagner (Pickman)

### Épisode 7:Pères et Fils
- États-Unis : 13 novembre 1997 sur NBC

- John Cullum (David Greene)
- Bonnie Bartlett (Ruth Greene)

### Épisode 8:Le Cirque
- États-Unis : 20 novembre 1997 sur NBC

- Paul Mccrane (Dr Robert Romano)
- John Aylward (Dr Donald Anspaugh)
- Jorja Fox (Maggie Doyle)
- Mariska Hargitay (Cynthia Hooper)
- Ellen Crawford (Lydia Wright)
- Laura Ceron (Chuny Marquez)
- Lily Mariye (Lily Jarvik)
- Connie Marie Brazelton (Connie Oligario)
- Deezer D. (Malik McGrath)
- Gedde Watanabe (Yosh Takata)
- Emily Wagner (Pickman)
- Clancy Brown (Elis West)
- Harold Perrineau (Isaac Price)

### Épisode 9:Obstruction à la justice
- États-Unis : 11 décembre 1997 sur NBC

- Paul Mccrane (Dr Robert Romano)
- John Aylward (Dr Donald Anspaugh)
- Jorja Fox (Maggie Doyle) Mariska Hargitay (Cynthia Hooper)
- Michael Beach (Al Boulet)
- Christine Harnos (Jennifer Simon)
- Yvette Freeman (Haley Adams)
- Laura Ceron (Chuny Marquez)
- Deezer D. (Malik McGrath)
- Gedde Watanabe (Yosh Takata)
- Kristin Minter (Randy Fonczak)
- Emily Wagner (Pickman)
- Lynn A. Henderson (Olbes)
- Perry Anzilloti (Perry)
- Clancy Brown (Elis West)

### Épisode 10:Agitation de Noël
- États-Unis : 18 décembre 1997 sur NBC

- Paul Mccrane (Dr Robert Romano)
- Mariska Hargitay (Cynthia Hooper)
- Frances Sternaghen (Milicent Carter)
- Ellen Crawford (Lydia Wright)
- Laura Ceron (Chuny Marquez)
- Connie Marie Brazelton (Connie Oligario)
- Kristin Minter (Randy Fonczak)
- Emily Wagner (Pickman)
- Lynn A. Henderson (Olbes)
- JP Hubbell (Audia)
- Bellina Logan (Kit)
- Clancy Brown (Elis West)
- George Eads (Greg Powell)

### Épisode 11:Mains froides, cœur chaud
- États-Unis : 8 janvier 1998 sur NBC

- Paul Mccrane (Dr Robert Romano)
- John Aylward (Dr Donald Anspaugh)
- Mariska Hargitay (Cynthia Hooper)
- Trevor Morgan (Scott Anspaugh)
- Laura Ceron (Chuny Marquez)
- Lily Mariye (Lily Jarvik)
- Connie Marie Brazelton (Connie Oligario)
- Gedde Watanabe (Yosh Takata)
- Kristin Minter (Randy Fonczak)
- Michael Ironside (Dr William Swift)
- Clancy Brown (Dr Elis West)

### Épisode 12:Le Mal par le mal
- États-Unis : 15 janvier 1998 sur NBC

- Paul Mccrane (Dr Robert Romano)
- John Aylward (Dr Donald Anspaugh)
- Trevor Morgan (Scott Anspaugh)
- Mariska Hargitay (Cynthia Hooper)
- Clancy Brown (Dr Elis West)
- Laura Ceron (Chuny Marquez)
- Lily Mariye (Lily Jarvik)
- Deezer D. (Malik McGrath)
- Dinah Lenney (Shirley)
- Emily Wagner (Pickman)

### Épisode 13:La Décision duDrCarter
- États-Unis : 29 janvier 1998 sur NBC

- John Aylward (Dr Donald Anspaugh)
- Abraham Benrubi (Jerry Markovic)
- Mariska Hargitay (Cynthia Hooper)
- Ellen Crawford (Lydia Wright)
- Clancy Brown (Dr Elise West)
- Laura Ceron (Chuny Marquez)
- Connie Marie Brazelton (Connie Oligario)
- Deezer D. (Malik McGrath)
- Gedde Watanabe (Yosh Takata)
- Lisa Nicole Carson (Carla Reese)
- Emily Wagner (Pickman)
- Montae Russell (Zadro White)
- Brian Lester (Dumar)
- JP Hubbell (Audia)

### Épisode 14:Mise au point
- États-Unis : 5 février 1998 sur NBC

- Mariska Hargitay (Cynthia Hooper)
- John Cullum (David Greene)
- Bonnie Bartlett (Ruth Greene)

### Épisode 15:Exode
- États-Unis : 26 février 1998 sur NBC

- Paul Mccrane (Dr Robert Romano)
- Abraham Benrubi (Jerry Markovic)
- Laura Ceron (Chuny Marquez)
- Lily Mariye (Lily Jarvik)
- Deezer D. (Malik McGrath)
- Gedde Watanabe (Yosh Takata)
- Kristin Minter (Randy Fonczak)
- Emily Wagner (Pickman)
- Lynn A. Henderson (Olbes)
- Montae Russell (Zadro White)
- Brian Lester (Dumar)
- Bellina Logan (Kit)
- Kyle Richards (Dori)
- Eva Mendes (Donna)
- Mickey Rooney (Dr George Bikel)

### Épisode 16:Symphonie pour un sauvetage raté
- États-Unis : 5 mars 1998 sur NBC

- Paul Mccrane (Dr Robert Romano)
- John Aylward (Dr Donald Anspaugh)
- Jorja Fox (Maggie Doyle)
- Abraham Benrubi (Jerry Markovic)
- Frances Sternaghen (Milicent Carter)
- Khandi Alexander (Jackie Robbins)
- Trevor Morgan (Scott Anspaugh)
- Laura Ceron (Chuny Marquez)
- Lily Mariye (Lily Jarvik)
- Deezer D. (Malik McGrath)
- Gedde Watanabe (Yosh Takata)
- Erica Gimpel (Adele Newman)
- Emily Wagner (Pickman)
- Lynn A. Henderson (Olbes)
- Montae Russell (Zadro White)
- Brian Lester (Dumar)
- JP Hubbell (Audia)

### Épisode 17:Le Lien du sang
- États-Unis : 9 avril 1998 sur NBC

- Paul Mccrane (Dr Robert Romano)
- John Aylward (Dr Donald Anspaugh)
- William H. Macy (Dr David Morgenstern)
- Abraham Benrubi (Jerry Markovic)
- Trevor Morgan (Scott Anspaugh)
- Yvette Freeman (Haley Adams)
- Laura Ceron (Chuny Marquez)
- Lily Mariye (Lily Jarvik)
- Deezer D. (Malik McGrath)
- Dinah Lenney (Shirley)
- Gedde Watanabe (Yosh Takata)
- Lisa Nicole Carson (Carla Reese)
- JP Hubbell (Audia)

### Épisode 18:En avoir ou pas
- États-Unis : 16 avril 1998 sur NBC

- Paul Mccrane (Dr Robert Romano)
- John Aylward (Dr Donald Anspaugh)
- William H. Macy (Dr David Morgenstern)
- Abraham Benrubi (Jerry Markovic)
- Frances Sternaghen (Milicent Carter)
- Trevor Morgan (Scott Anspaugh)
- Ellen Crawford (Lydia Wright)
- Laura Ceron (Chuny Marquez)
- Lily Mariye (Lily Jarvik)
- Connie Marie Brazelton (Connie Oligario)
- Deezer D. (Malik McGrath)
- Gedde Watanabe (Yosh Takata)
- Megan Cole (Dr Upton)
- Brian Lester (Dumar)
- Dinah Lenney (Shirley)
- Perry Anzilloti (Perry)

### Épisode 19:La Fin du jour
- États-Unis : 23 avril 1998 sur NBC

- Paul Mccrane (Dr Robert Romano)
- John Aylward (Dr Donald Anspaugh)
- William H. Macy (Dr David Morgenstern)
- Abraham Benrubi (Jerry Markovic)
- Sam Anderson (Dr Jack Kayson)
- Mike Genovese (Al Grabarsky)
- Ellen Crawford (Lydia Wright)
- Yvette Freeman (Haley Adams)
- Laura Ceron (Chuny Marquez)
- Lily Mariye (Lily Jarvik)
- Connie Marie Brazelton (Connie Oligario)
- Deezer D. (Malik McGrath)
- Dinah Lenney (Shirley)
- Gedde Watanabe (Yosh Takata)
- Emily Wagner (Pickman)
- Lynn A. Henderson (Olbes)
- Montae Russell (Zadro White)
- Brian Lester (Dumar)

### Épisode 20:De l'imbécillité humaine
- États-Unis : 30 avril 1998 sur NBC

- Paul Mccrane (Dr Robert Romano)
- Jorja Fox (Maggie Doyle)
- Khandi Alexander (Jackie)
- Abraham Benrubi (Jerry Markovic)
- Frances Sternaghen (Milicent Carter)
- Laura Ceron (Chuny Marquez)
- Connie Marie Brazelton (Connie Oligario)
- Deezer D. (Malik McGrath)
- Lisa Nicole Carson (Carla Reese)
- Michael Rapaport (Paul Canterna)
- Emily Wagner (Pickman)
- Brian Lester (Dumar)

### Épisode 21:Souffrez les petits enfants
- États-Unis : 7 mai 1998 sur NBC

- Paul Mccrane (Dr Robert Romano)
- John Aylward (Dr Donald Anspaugh)
- James Legros (Dr Max Rocher)
- Ellen Crawford (Lydia Wright)
- Yvette Freeman (Haley Adams)
- Laura Ceron (Chuny Marquez)
- Connie Marie Brazelton (Connie Oligario)
- Deezer D. (Malik McGrath)
- Dinah Lenney (Shirley)
- Gedde Watanabe (Yosh Takata)
- Kristin Minter (Randy Fonczak)
- Erica Gimpel (Adele Newman)
- Emily Wagner (Pickman)
- Brian Lester (Dumar)

### Épisode 22:Un trou dans le cœur
- États-Unis : 14 mai 1998 sur NBC

- John Aylward (Dr Donald Anspaugh)
- Abraham Benrubi (Jerry Markovic)
- James Legros (Dr Max Rocher)
- Michael B Silver (Dr Paul Mayers)
- Ellen Crawford (Lydia Wright)
- Laura Ceron (Chuny Marquez)
- Lily Mariye (Lily Jarvik)
- Connie Marie Brazelton (Connie Oligario)
- Deezer D. (Malik McGrath)
- Dinah Lenney (Shirley)
- Gedde Watanabe (Yosh Takata)
- Kristin Minter (Randy Fonczak)
- Erica Gimpel (Adele Newman)
- Emily Wagner (Pickman)
- Lynn A. Henderson (Olbes)
- Brian Lester (Dumar)
- JP Hubbell (Audia)
- Bellina Logan (Kit)
- David Brisbin (Dr Alex Babcock)

- Cet épisode marque la dernière apparition du Dr Anna Del'Amico (Maria Bello). Même si rien n'indique son départ au cours de cet épisode, le personnage n'apparaîtra plus jamais dans la série.
- Avec 47,8 millions de téléspectateurs, la série réalise sa meilleure audience historique. Ceci s'explique car avant la diffusion de cet épisode fut diffusé l'ultime épisode de la série Seinfeld qui fut suivi par 76,3 millions de téléspectateurs. Grâce à cette « locomotive » démesurée, l'audience réalisée par Urgences est tout à fait justifiée.